# FIVA
El  FIVA  o  Fitxer Informatiu de Vehicles Assegurats, és una base de dades de caràcter públic gestionada pel Consorci de Compensació d'Assegurances, que està operativa des de 1996. La llei li atribueix la finalitat de subministrar les dades necessàries perquè les autoritats competents (Guàrdia Civil, Policia Municipal, Policia Nacional o Autonòmica, Ambulatoris d'urgències, centres d'ITV, etc.) puguin saber les dades sobre l'assegurança d'un vehicle. Facilita el control de l'assegurança obligatòria d'una banda i permet disposar en cas d'accident de les dades relatives a l'empresa d'assegurances que cobreix la responsabilitat civil dels vehicles implicats.
La base de dades d'assegurances conté les dades relatives a tots els vehicles donats d'alta a Espanya (o amb autorització de residència a Espanya) que tenen assegurada la cobertura de responsabilitat civil obligatòria.
Les empreses d'assegurances i reassegurances del ram de l'automòbil tenen l'obligació de subministrar diàriament al FIVA a través del Sistema de Transferència de Dades (sistema EDITRAN), les altes i baixes dels vehicles assegurats, identificables mitjançant la seva matrícula i un codi identificatiu de la marca, subministrant, en el cas de les altes, la data d'inici de vigència de l'assegurança així com la data de fi de vigència del període d'assegurança en curs, la categoria del contracte i, en el cas de les baixes, la data de fi de vigència de l'assegurança. La informació continguda a la base de dades (només a efectes informatius), té presumpció de veracitat llevat que es provi el contrari.
L'obligatorietat de portar a sobre el certificat d'assegurança d'un vehicle segueix en vigor i es pot ser multat pel fet de no portar-lo, però en canvi qualsevol agent de l'autoritat pot saber mitjançant una simple trucada a la seva central de guàrdia, si el vehicle està assegurat o no.